# N39 (Demokratische Republik Kongo)
Die N39 ist eine Fernstraße in der Demokratischen Republik Kongo, die in Nguba an der Ausfahrt der N1 beginnt und in Luiza endet. Sie ist 1043 Kilometer lang.